# Castello di Ethie
Il castello di Ethie (Ethie Castle) è un castello del XIV secolo, situato circa 5 km a nord della città di pescatori di Arbroath nell'Angus, Scozia.

## Storia
Ethie Castle data a circa il 1300, quando i monaci della vicina Abbazia di Arbroath edificarono un mastio in arenaria.
Il castello passò alla famiglia de Maxwell e divenne poi di proprietà dell'ultimo Cardinale di Scozia David Beaton, che fu assassinato a Saint Andrews nel 1546.
La relazione tra il castello e il Cardinale Beaton è tuttora evidente, in quanto il castello include una piccola cappella e il salotto del Cardinale, con la scala segreta che permetteva di accedere al salone (Great Hall) soprastante.
Nel 1665, il castello fu acquistato dalla famiglia Carnegie, i cui membri in seguito divennero conti di Northesk.
Il VII conte fu un Vice Ammiraglio e partecipò con Nelson alla Battaglia di Trafalgar del 1805.
In suo onore, il conte fu autorizzato a incorporare Trafalgar nei suoi stemmi, cosa che si può ancora osservare in un dormitorio di Ethie. Nel 1928 il castello fu acquistato da William Cunningham Hector.
Si ritiene che il castello sia alla base del fittizio Castle of Knockwhinnock nella novella di Sir Walter Scott The Antiquary (l'Antiquario).
Sir Walter Scott era in stretti rapporti di amicizia con William Carnegie, VIII conte di Northesk e fu spesso ospite all'Ethie Castle.
Il castello fu restaurato dal capo del Clan Forsyth Alistair Forsyth.
Attualmente esso è la sede del the clan.
Il castello è oggi di proprietà della famiglia de Morgan ed è stato convertito in un hotel.

## Fantasmi
Si dice che il castello sia infestato dallo spettro di una Grey Lady (Signora Grigia) e da quello di David Beaton, che fu Abate di Arbroath nel XVI secolo.